# Parafia Miłosierdzia Bożego w Częstochowie
Parafia Miłosierdzia Bożego w Częstochowie – rzymskokatolicka parafia położona w dekanacie Częstochowa – Najświętszej Maryi Panny Jasnogórskiej, archidiecezji częstochowskiej w Polsce. Została erygowana w 1960.

## Historia
W 1947 księża pallotyni, którzy przejęli opiekę nad tym miejscem, rozpoczęli na miejscu starej cegielni budowę domu i kaplicy. W 1949 r. budynki te poświęcił biskup częstochowski Teodor Kubina. Miejsce to, leżące na zachodnim zboczu Jasnej Góry, zaczęto nazywać Doliną Miłosierdzia. W 1952 r. w głównym ołtarzu kaplicy umieszczono obraz Jezusa Miłosiernego, namalowany przez Adolfa Hyłę według wizji św. Faustyny. W 1960 r. utworzono parafię Miłosierdzia Bożego.
W 1965 r. kaplicę nawiedził Prymas Polski kardynał Stefan Wyszyński. W 1992 r. kaplica otrzymała status archidiecezjalnego sanktuarium Miłosierdzia Bożego.
W 1994 r. Prymas Polski kardynał Józef Glemp i ksiądz José de Jesús González Hernandez z Meksyku poświęcili kaplicę polową oraz figurę Jezusa Miłosiernego. Figura jest darem Kościoła z Meksyku dla Kościoła w Polsce. We wrześniu 1996 r. biskup Antoni Długosz wprowadził do kaplicy relikwie Krzyża Świętego, przywiezione z Ziemi Świętej. Od 2012 r. kaplica posiada także relikwie św. Jana Pawła II.
W lipcu 2000 r. rozpoczęto budowę nowej świątyni, w 2018 r. wnętrze pokryto mozaikami.

## Proboszczowie
- ks. Edmund Boniewicz (1952–1958)
- ks. Stanisław Uramowski (1958–1961)
- ks. Edmund Boniewicz (1961–1968)
- ks. Maciej Wendelin Ryś (1968–1974)
- ks. Henryk Herkt (1974–1981)
- ks. Tadeusz Madoń (1981–1984)
- ks. Eugeniusz Tomaszek (1984–1986)
- ks. Władysław Nadybał (1986–1989)
- ks. Jan Kwidziński (1989–1996)
- ks. Janusz Kilar (1996–1999)
- ks. Adam Kamizela (1999–2009)
- ks. Kazimierz Kulasza (2009−2013)
- ks. Andrzej Partika (2013–2020)[2]
- ks. Michał Wójciak (2020–2023)
- ks. Tadeusz Beściak (od 2023)

Galeria
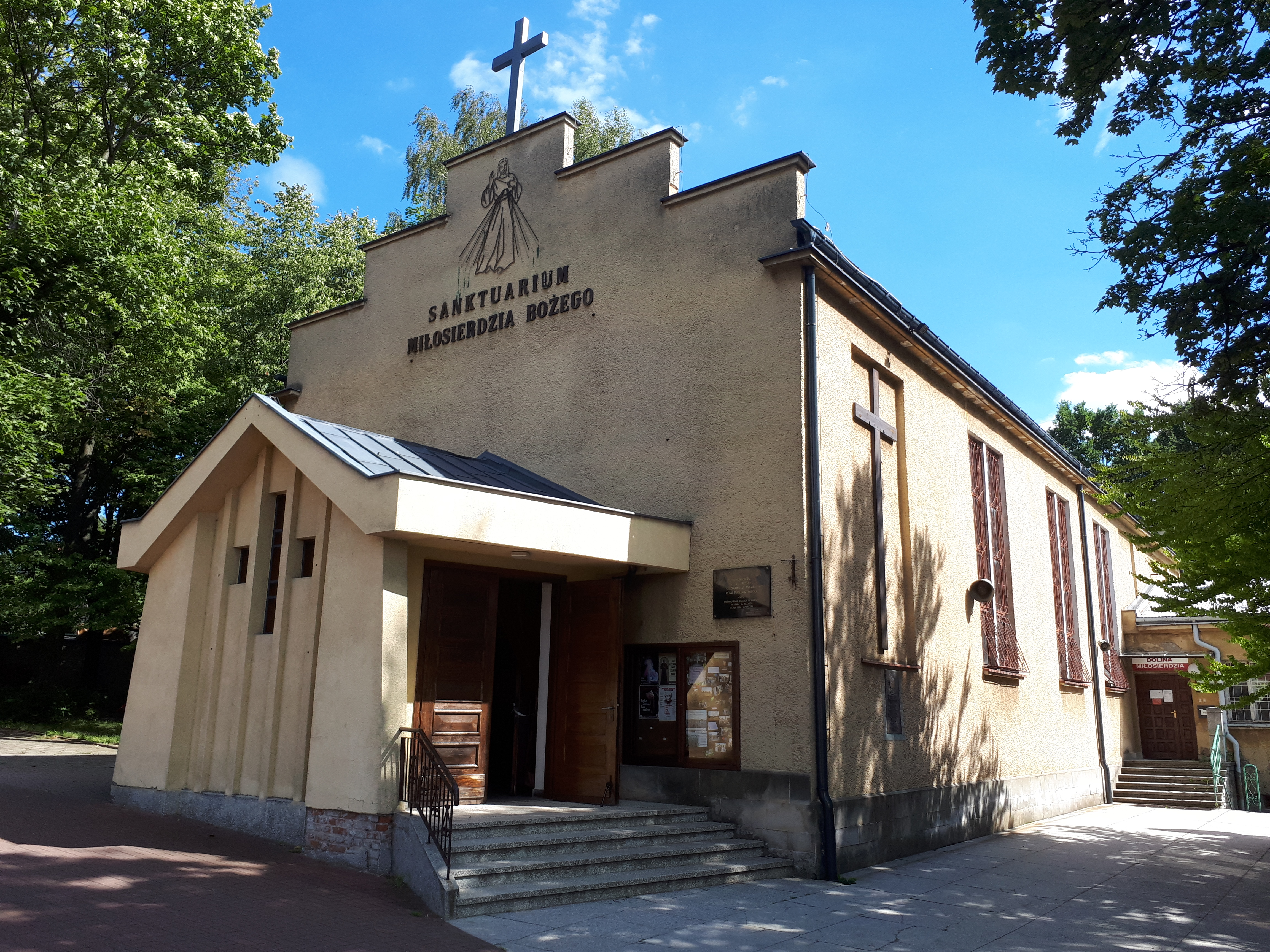
Kaplica Miłosierdzia Bożego
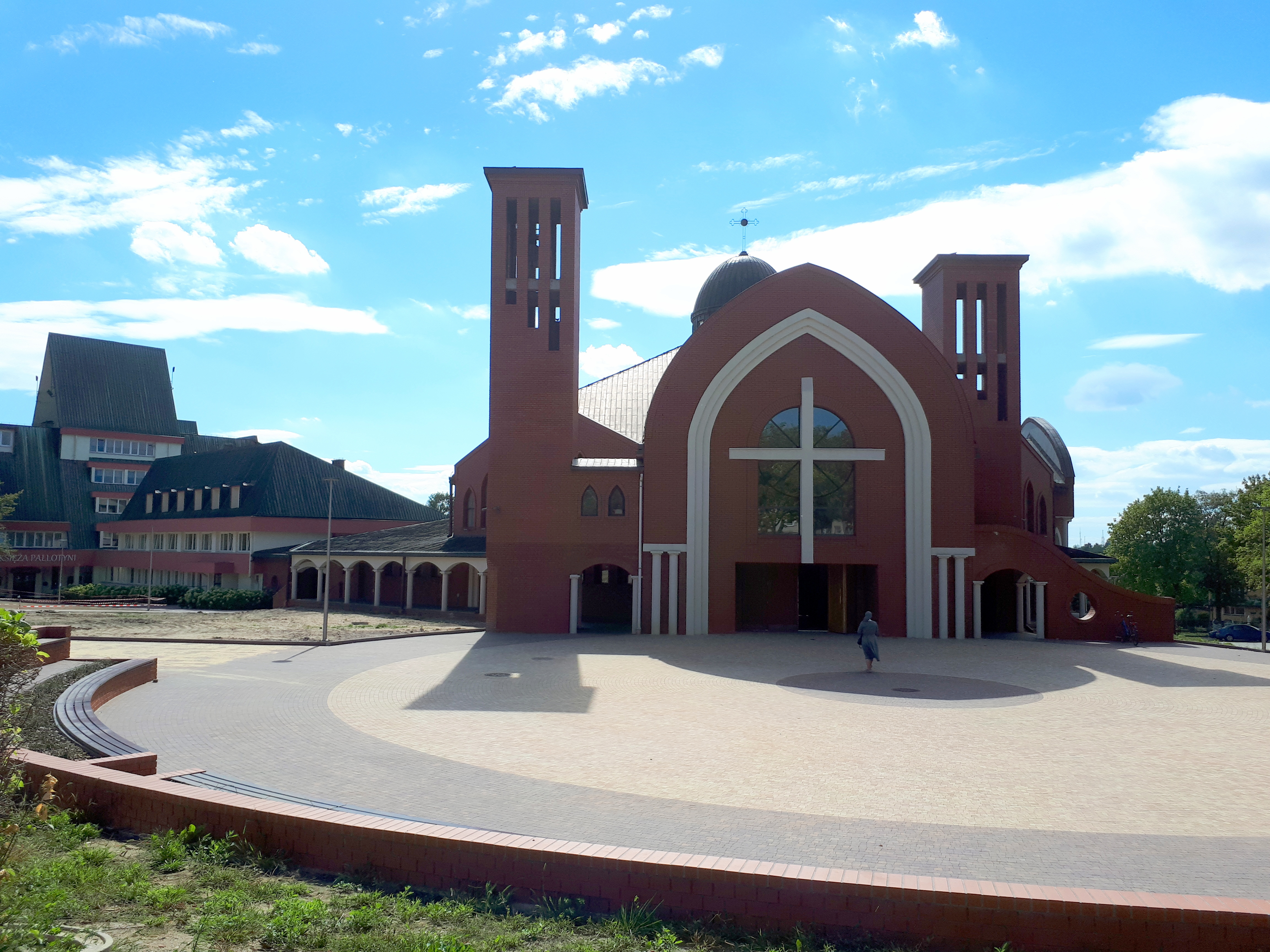
Kościół Miłosierdzia Bożego i klasztor pallotynów